# Есна (Румунія)
Есна (рум. Esna) — село у повіті Бреїла в Румунії. Входить до складу комуни Мовіла-Міресій.
Село розташоване на відстані 143 км на північний схід від Бухареста, 31 км на захід від Бреїли, 142 км на північний захід від Констанци, 44 км на південний захід від Галаца.

## Населення
За даними перепису населення 2002 року у селі проживали 347 осіб, усі — румуни. Усі жителі села рідною мовою назвали румунську.